# Liste de locutions latines commençant par V

## V
Aller à l'index de locutions latines
Nota : La lettre "V" n'existe pas en latin classique. Elle a été créée par les humanistes du XVIe siècle pour distinguer le u-voyelle du u-semi-consonne. Aussi certains mots ont deux orthographes : avec un « U » en latin classique ; avec un « V » dans les éditions modernes.
V.I.T.R.I.O.L.Abréviation de Visita Interiorem Terrae Rectificando Invenies Occultum Lapidem, soit en français : « Visite l'intérieur de la Terre et en rectifiant tu trouveras la pierre cachée. ». Formule exprimant – de façon hermétique – l'un des fondements de l'alchimie : la purification de l'esprit doit précéder la purification de la matière (transmutation du plomb en or.)
V.S.L.M.Abréviation de Votum Solvit Libens Merito : « Il s'est acquitté de son vœu, de bon gré, comme il se doit. » Dédicace fréquente sur les ex-votos à Rome.
Vade in pace« Va en paix. » Manière des Romains de dire "Au revoir".
Vade mecum« Viens avec moi. » Un vade-mecum est un aide-mémoire, un ouvrage indispensable que l'on garde à portée de main ou un petit bagage que l'on emporte avec soi.
Vade retro satana« Retire-toi, Satan ! » Bible, Nouveau Testament, Évangile de Marc, 8, 33. Parfois orthographié Vade retro satanas. Voir ici l'extrait de l'évangile de Marc.
Væ soli« Malheur à l'homme seul. » Bible, Ecclésiaste, 4, 10. Voir ici le texte de l'Ecclésiaste.
Væ victis« Malheur aux vaincus ! » Paroles qu'aurait prononcées Brennus, chef des gaulois Sénons après la prise de Rome en 390 avant notre ère (Tite-Live, Histoire romaine, livre 5, 42). Un texte du compilateur romain Festus, dans son ouvrage De Significatione Verborum « De la signification des mots » rapporte ce qui peut être un épisode historique ou légendaire : "On croit que cette exclamation a passé en proverbe lorsqu'après la prise de Rome par les Gaulois Senonais, comme on pesait l'or qu'on devait leur donner d'après les conventions et les traités pour obtenir leur retraite et comme Appius Claudius se plaignait de ce que les barbares employaient de faux poids, Brennus, roi des Gaulois, ajouta son glaive aux poids et s'écria : Væ victis ! Ensuite, Furius Camille l'ayant poursuivi, cerné et taillé ses troupes en pièces, et Brennus s'étant plaint de ce que cela se faisait contre les traités, Camille, dit-on, lui répondit par la même exclamation." Expression qui s’emploie pour faire entendre que le vaincu est à la merci du vainqueur.
Vanum est vobis ante lucem surgere« Il est vain de se lever avant le jour. » Bible, Psaumes, 126 (127), 2. Voir ici le texte.
Vanitas vanitatum et omnia vanitas« Vanité des vanités, tout est vanité. » Bible, Ecclésiaste, 1, 2.
Varium et mutabile semper femina« La femme toujours varie et change. » Virgile, l'Énéide, 4, 569.
Velocius quam asparagi coquantur« Plus rapide que la cuisson des asperges. » voir : Celerius quam asparagi cocuntur.
Veni vidi vici« Je suis venu, j'ai vu, j'ai vaincu. » César. Selon Plutarque, mots de César, dans son rapport au Sénat de Rome, après sa victoire rapide sur Pharnace II du Pont à  Zéla en 47 avant Jésus-Christ.
Verba argentum (est) nec silentia aurum (est)« La parole est d'argent mais le silence est d'or. »
Verba docent, exempla trahunt« Les mots enseignent, les exemples entraînent. » Dit autrement : « Un exemple vaut mieux que cent discours. »
Verba volant, scripta manent« Les paroles s'envolent, les écrits restent. »
Verbatim« Mot à mot. » Citation mot-à-mot ; transcription mot-à-mot d'une discussion.
Verbatim et litteratim« Mot à mot et lettre à lettre. » Désigne une transcription mot-à-mot des paroles et lettre-à-lettre des écrits d'une personne.
Veritas facit legem« La vérité fait la loi. » Adage juridique.
Veritas odium parit« La franchise engendre la haine. » Térence, L'Andrienne, 1, 1, 68. On dirait aujourd'hui : "Toute vérité n'est pas bonne à dire". Le vers complet de Térence est : Namque hoc tempore obsequium amicos, veritas odium parit. « Par les temps qui courent, la complaisance fait des amis, la vérité engendre la haine. »
Veritas vincit« La vérité triomphe. »
Versus« En direction de… ». Attention : dans la littérature anglo-saxonne, ce terme est utilisé comme abréviation de adversus avec le sens de « contre… » ou « à l'encontre de… ».
Veto« Je m’oppose. »
Vexata quaestio« Question sujette à controverse. »
Via« Par la route de… » Exemple : "Aller de Golfe-Juan à Grenoble via la route Napoléon." Par extension : « En passant par… » : "Aller de Paris à Toulouse via Bordeaux."
Vice versa« Réciproquement. »
Victrix causa diis placuit, sed victa Catoni« La cause du vainqueur a séduit les dieux, mais celle du vaincu a séduit Caton. » Lucain, La Pharsale (De la Guerre civile) 1, 128. Dans son épopée La Pharsale, le poète Lucain prend parti contre César et pour Pompée, préféré du vertueux Caton. La formule est utilisée pour qualifier la faveur que l'on peut avoir pour des causes perdues.
Vide infra« Voir plus bas. »
Vide supra« Voir plus haut. »
Video meliora proboque deteriora sequor« Je vois le bien, je l'aime et je fais le mal. » Ovide, Les Métamorphoses, 7, 20 Paroles de Médée exprimant son amour pour Jason. Voir ici l'extrait du texte d'Ovide. Paroles exprimant ainsi le conflit entre la conscience de devoir et les passions.
Video sed non credo« Je le vois mais je ne crois pas. » Caspar Hofmann après que William Harvey lui a montré la réalité de la circulation sanguine.
Vim vi repellere omnia jura legesque permittunt« Réprimer la violence par la violence est permis par tous les droits et toutes les lois. » Adage juridique.
Vince malum bono« Surmonte le mal par le bien. » Citation partielle de Paul de Tarse, Épître aux Romains, 12, 21. Le verset complet est : Noli vinci a malo, sed vince in bono malum. « Ne te laisse pas vaincre par le mal, mais surmonte le mal par le bien. »
Vincere scis, Hannibal ; victoria uti nescis« Tu sais vaincre, Hannibal ; tu ne sais pas profiter de ta victoire. » Tite-Live, Histoire romaine, 22, 51. Paroles de Maharbal à Hannibal après sa victoire à Cannes, lui reprochant de ne pas poursuivre son offensive victorieuse. Tite-Live lui-même estime que le délai mis par Hannibal à attaquer sauva Rome qui, entre-temps, avait pu s'organiser.
Vincit omnia veritas« La vérité triomphe de tout. » Devise de nombreuses institutions religieuses et de nombreux établissements d'enseignement.
Vincit qui patitur« Il l'emporte celui qui souffre. » Formule attribuée à Perse.
Vincit qui se vincit« Il est vainqueur celui qui se domine. » Devise de nombreuses institutions.
Vinum aqua miscere« Mettre de l'eau dans son vin. »
Vir bonus, dicendi peritus« Un homme de bien qui sait parler. » Quintilien, L'institution oratoire, 12, 1, 1. Aphorisme qui définit l’ orateur, ainsi le talent ne suffit pas, il faut être avant tout honnête et vertueux. Voir ici le texte de Quintilien.
Vir prudens non contra ventum mingit« Un homme prudent ne pisse pas contre le vent. » Métaphore à multiples sens.
Virtus in media stat« La vertu se trouve au milieu. » (Devrait s'écrire "Virtus in medio stat"). Morale prônant les réactions justes et équilibrées, elle met en garde contre les décisions extrêmes.
Virtus junxit mors non separabit« Ce que la vertu/la bravoure a uni, la mort ne le séparera pas. » [Nota : le mot latin virtus désigne les qualités essentielles, morales et physiques de l'Être humain ; c'est-à-dire la vertu, la loyauté, la justice, mais aussi la force, le courage, la bravoure.] Devise maçonnique. Formule que l'on trouve parfois inscrite à l'intérieur des alliances de mariage.
Virtus unita fortior« L'union fait la force. » Devise de la Principauté d'Andorre.Voir aussi Unitas virtute.
Virtus post nummos« La vertu après l'argent. » Horace, Épîtres, 1, 1, 53. Le vers complet est : O cives, cives, quaerenda pecunia primum est ; virtus post nummos ! : « Citoyens, citoyens, il faut gagner de l'argent d'abord ; la vertu ne vient qu'après l'argent ! » Boileau a ainsi traduit la formule d'Horace :
L'argent, l'argent, dit-on ; sans lui tout est stérile,
La vertu sans argent n'est qu'un meuble inutile.
Vis comica« Force comique. » Talent particulier d'un auteur, d'un comédien à faire rire.
Vitam impendere vero« Consacrer sa vie à la vérité. » Juvénal, Satires, 4, 91 Formule reprise par Rousseau, par plusieurs journaux révolutionnaires et par Marat.
Vivere est cogitare« Vivre, c'est penser. » Cicéron, Tusculanes, 5, 38, 111. Le sens de cette formule, extraite de son contexte, est sans rapport avec celui qu'elle possède dans le texte de Cicéron. Voir ici le texte de Cicéron.
Vivere militare est« La vie est un état de guerre. » Sénèque, Lettres à Lucilius, 16, 96, 5. Voir ici le texte de Sénèque.
Volens nolens« Qu'on le veuille ou non. »
Volenti non fit iniuria« Celui qui a consenti à l’acte ne peut prétendre en être victime. » Adage juridique. [Cet adage ne concerne que ce dont il est permis de disposer, c'est-à-dire, essentiellement, les biens patrimoniaux.]
Votum Solvit Libens Merito« Il s'est acquitté de son vœu, de bon gré, comme il se doit. » Épitaphe fréquente sur les tombes romaines. Voir V.S.L.M.
Vox clamantis in deserto« La voix de celui qui crie dans le désert. » Réponse de Jean le Baptiste aux envoyés des Juifs venus lui demander "Qui es-tu". Bible, Nouveau Testament, Évangile de Jean, 1, 23. Voir ici le texte de l'Évangile de Jean.
Vox populi vox Dei« La voix du peuple est la voix de Dieu. » L'expression française "vox populi" est une ellipse de la formule latine.
Vulgum pecusBarbarisme connu et employé, car le mot vulgum n'existe pas en latin ! L'expression vulgum pecus, incorrecte, est l’altération de la formule empruntée à Horace "servum pecus", litteralement "le troupeau servile", « Le commun des mortels.» Par opposition aux puissants, aux experts ou aux spécialistes
Vulnerant omnes, ultima necat« Toutes blessent, la dernière tue. » En parlant des heures : inscription courante sur les cadrans solaires.
Vulpem pilum mutat, non mores« Le renard change d'apparence mais pas de mœurs. » Métaphore qui vise évidemment les personnes.
Vultus est index animi« Le visage est le miroir de l'âme. »
Aller à l'index de locutions latines

### Vade retro satana
Bible, Nouveau Testament, Évangile de Marc, 8, 29-34. [Traduction : Louis Segond, 1910.]
| Et ipse interrogabat eos : “ Vos vero quem me dicitis esse ? ”. Respondens Petrus ait ei : “ Tu es Christus ”. Et comminatus est eis, ne cui dicerent de illo. Et coepit docere illos : “ Oportet Filium hominis multa pati et reprobari a senioribus et a summis sacerdotibus et scribis et occidi et post tres dies resurgere ” ; et palam verbum loquebatur. Et apprehendens eum Petrus coepit increpare eum. Qui conversus et videns discipulos suos comminatus est Petro et dicit : “ Vade retro me, Satana, quoniam non sapis, quae Dei sunt, sed quae sunt hominum ”. Et convocata turba cum discipulis suis, dixit eis : “ Si quis vult post me sequi, deneget semetipsum et tollat crucem suam et sequatur me. | “ Et vous, leur demanda-t-il, qui dites-vous que je suis ? ” Pierre lui répondit: “ Tu es le Christ. ” Jésus leur recommanda sévèrement de ne dire cela de lui à personne. Alors il commença à leur apprendre qu'il fallait que le Fils de l'homme souffrît beaucoup, qu'il fût rejeté par les anciens, par les principaux sacrificateurs et par les scribes, qu'il fût mis à mort, et qu'il ressuscitât trois jours après. Il leur disait ces choses ouvertement. Et Pierre, l'ayant pris à part, se mit à le reprendre. Mais Jésus, se retournant et regardant ses disciples, réprimanda Pierre, et dit : “ Arrière de moi, Satan ! car tu ne conçois pas les choses de Dieu, tu n'as que des pensées humaines. ” Puis, ayant appelé la foule avec ses disciples, il leur dit : “ Si quelqu'un veut venir après moi, qu'il renonce à lui-même, qu'il se charge de sa croix, et qu'il me suive. ” |
Retour à la liste des locutions latines.

### Væ soli
Bible, Ecclésiaste, 4, 9-12. [Traduction : Louis Segond, 1910.]
| Melius est duos esse simul quam unum : habent enim emolumentum in labore suo, quia si unus ceciderit, ab altero fulcietur. Vae soli! Cum ceciderit, non habet sublevantem se. Insuper, si dormierint duo, fovebuntur mutuo; unus quomodo calefiet ? Et, si quispiam praevaluerit contra unum, duo resistent ei. Et fu niculus triplex non cito rumpitur. | Deux valent mieux qu'un, parce qu'ils retirent un bon salaire de leur travail. Car, s'ils tombent, l'un relève son compagnon ; mais malheur à celui qui est seul et qui tombe sans avoir un second pour le relever ! De même, si deux couchent ensemble, ils auront chaud ; mais celui qui est seul, comment aura-t-il chaud ? Et si quelqu'un est plus fort qu'un seul, les deux peuvent lui résister ; et la corde à trois fils ne se rompt pas facilement. |
Retour à la liste des locutions latines.

### Vanum est vobis ante lucem surgere
Bible, Psaumes, 126 (127) 1-2. [Traduction : Louis Segond, 1910.]
| Nisi Dominus aedificaverit domum, in vanum laborant, qui aedificant eam. Nisi Dominus custodierit civitatem, frustra vigilat, qui custodit eam. Vanum est vobis ante lucem surgere et sero quiescere, qui manducatis panem laboris, quia dabit dilectis suis somnum. | Si l'Éternel ne bâtit la maison, ceux qui la bâtissent travaillent en vain. Si l'Éternel ne garde la ville, celui qui la garde veille en vain. En vain vous levez-vous matin, vous couchez-vous tard et mangez-vous le pain de douleur ; il en donne autant à ses bien-aimés pendant leur sommeil. |
Retour à la liste des locutions latines.

### Video meliora proboque deteriora sequor
Ovide, Les Métamorphoses, 7, 10-20. [Traduction : G.T. Villenave ; Paris, 1806.]
Médée tombe en amour de Jason.
| Et luctata diu, postquam ratione furorem uincere non poterat, "frustra, Medea, repugnas : nescio quis deus obstat," ait, "mirumque, nisi hoc est, aut aliquid certe simile huic, quod amare uocatur. nam cur iussa patris nimium mihi dura uidentur ? Sunt quoque dura nimis ! cur, quem modo denique uidi, ne pereat, timeo ? quae tanti causa timoris ? excute uirgineo conceptas pectore flammas, si potes, infelix ! si possem, sanior essem ! sed trahit inuitam noua uis, aliudque cupido, mens aliud suadet : uideo meliora proboque, deteriora sequor. quid in hospite, regia uirgo, ureris et thalamos alieni concipis orbis ? haec quoque terra potest, quod ames, dare. uiuat an ille occidat, in dis est. uiuat tamen! idque precari uel sine amore licet: quid enim commisit Iason ? Quem, nisi crudelem, non tangat Iasonis aetas et genus et uirtus? quem non, ut cetera desint, ore mouere potest? certe mea pectora mouit. At nisi opem tulero, taurorum adflabitur ore… | Elle combat, elle résiste : mais, voyant enfin que la raison ne peut triompher de son amour : "Médée, s'écrie-t-elle, c'est en vain que tu te défends. Je ne sais quel dieu s'oppose à tes efforts. Le sentiment inconnu que j'éprouve est ou ce qu'on appelle amour, ou ce qui lui ressemble; car enfin, pourquoi trouvé-je trop dure la loi que mon père impose à ces héros ! loi trop dure en effet. Et d'où vient que je crains pour les jours d'un étranger que je n'ai vu qu'une fois ? D'où naît ce grand effroi dont je suis troublée ? Malheureuse ! repousse, si tu le peux, étouffe cette flamme qui s'allume dans ton cœur. Ah ! si je le pouvais, je serais plus tranquille. Mais je ne sais à quelle force irrésistible j'obéis malgré moi. Le devoir me retient, et l'amour m'entraîne. Je vois le parti le plus sage, je l'approuve, et je suis le plus mauvais. Eh ! quoi, née du sang des rois, tu brûles pour un étranger ! tu veux suivre un époux dans un monde qui t'est inconnu! Mais les états de ton père ne peuvent-ils t'offrir un objet digne de ton amour ? Que Jason vive, ou qu'il meure, que t'importe ! C'est aux dieux d'ordonner de son sort. Qu'il vive toutefois ! Sans aimer Jason, je puis former ce vœu. Car enfin, quel crime a-t-il commis ? Où donc est le barbare que ne pourraient émouvoir et sa jeunesse, et sa naissance, et sa vertu ? et n'eût-il pour lui que sa beauté, sa beauté suffirait pour intéresser et plaire; et, je l'avouerai, je n'ai pu me défendre contre sa beauté ! Mais si je ne viens à son secours, il sera étouffé par les flammes que vomissent les taureaux… |
Retour à la liste des locutions latines.

### Vir bonus, dicendi peritus
Quintilien, L'institution oratoire, 12, 1, 1-6. [Traduction : M.C.V. Ouizille et M. Charpentier, Œuvres complètes de Quintilien avec traduction de la Collection Panckoucke, t. III ; Paris, Garnier, 1863.]
| Non posse oratorem esse nisi uirum bonum. Sit ergo nobis orator quem constituimus is qui a M. Catone finitur uir bonus dicendi peritus, uerum, id quod et ille posuit prius et ipsa natura potius ac maius est, utique uir bonus. | On ne peut être orateur si l'on n'est homme de bien. Mon orateur sera donc tel que le définit M. Caton : "un homme de bien, savant dans l'art de parler" ; et, remarquez-le : ce qu'il met en premier est aussi ce qui, de sa nature, est préférable et plus important : la qualité d'"homme de bien". |
Retour à la liste des locutions latines.

### Vivere est cogitare
Cicéron, Tusculanes, 5, 38,111. [Traduction : Collection des Auteurs latins publiés sous la direction de M. NISARD, Œuvres complètes de Cicéron, T. 4. ; Paris, Dubochet, 1841.]
| Primum enim horribilis ista caecitas quibus tandem caret uoluptatibus ? Cum quidam etiam disputent ceteras uoluptates in ipsis habitare sensibus, quae autem aspectu percipiantur, ea non uersari in oculorum ulla iucunditate, ut ea, quae gustemus olfaciamus tractemus audiamus, in ea ipsa, ubi sentimus, parte uersentur. In oculis tale nil fit ; animus accipit, quae uidemus. Animo autem multis modis uariisque delectari licet, etiamsi non adhibeatur aspectus. Loquor enim de docto homine et erudito, cui uiuere est cogitare. Sapientis autem cogitatio non ferme ad inuestigandum adhibet oculos aduocatos. | Premièrement, de quels plaisirs est donc privé l'aveugle, qu'on croit si fort à plaindre ? Car, selon quelques physiciens, il n'en est pas de la vue comme des autres sens : ceux qui sont destinés au goût, à l'ouïe, à l'odorat, au toucher, sont le siège des plaisirs qu'ils procurent ; mais l'agrément qui est procuré par la vue, ce n'est point à l'œil qu'il se fait sentir, c'est à l'âme. Or l'âme jouit d'assez d'autres plaisirs, pour ne pas tant regretter celui de la vue. Je parle d'un homme lettré et savant, pour qui vivre c'est méditer. Quand il médite, il n'a guère besoin d'appeler ses yeux au secours. |
Retour à la liste des locutions latines.

### Vivere militare est
Sénèque, Lettres à Lucillius, 19, 96, 5. [Traduction : M. Charpentier - M. Lemaistre. Œuvres de Sénèque le Philosophe avec la traduction française de la Collection Panckoucke, t. I ; Paris, Garnier, 1860.]
| Ipse te interroga, si quis potestatem tibi deus faciat, utrum uelis uiuere in macello an in castris. Atqui uiuere, Lucili, militare est. Itaque hi qui iactantur et per operosa atque ardua sursum ac deorsum eunt et expeditiones periculosissimas obeunt fortes uiri sunt primoresque castrorum ; isti quos putida quies aliis laborantibus molliter habet turturillae sunt, tuti contumeliae causa. | Interrogez-vous vous-même, et demandez-vous : "Aimerais-je mieux, si Dieu m'en donnait l'option, vivre dans un marché, ou dans un camp" ? Or, mon cher Lucilius, la vie est un état de guerre. Ainsi les hommes qui sont sans cesse les jouets de la fortune, qui montent et descendent toujours à travers des chemins difficiles et escarpés, qui accomplissent les expéditions les plus périlleuses, voilà les guerriers courageux, voilà les premiers du camp. Mais ceux qui se livrent à un honteux repos, tandis que les autres travaillent, sont des fainéants qui ne doivent leur sûreté qu'au mépris qu'ils inspirent. |
Retour à la liste des locutions latines.

### Vox clamantis in deserto
Bible, Nouveau Testament, Évangile de Jean, 1, 19-27. [Traduction Louis Segond, 1910.]
| Et hoc est testimonium Ioannis, quando miserunt ad eum Iudaei ab Hierosolymis sacerdotes et Levitas, ut interrogarent eum : “Tu quis es ?” Et confessus est et non negavit ; et confessus est : “Non sum ego Christus”. Et interrogaverunt eum : “Quid ergo ? Elias es tu ?”. Et dicit : “Non sum”. “Propheta es tu ?”. Et respondit : “Non”. Dixerunt ergo ei : “Quis es ? Ut responsum demus his, qui miserunt nos. Quid dicis de te ipso ?”. Ait : “Ego vox clamantis in deserto : "Dirigite viam Domini", sicut dixit Isaias propheta”. Et qui missi fuerant, erant ex pharisaeis ; et interrogaverunt eum et dixerunt ei : “Quid ergo baptizas, si tu non es Christus neque Elias neque propheta ?”. Respondit eis Ioannes dicens : “Ego baptizo in aqua ; medius vestrum stat, quem vos non scitis, qui post me venturus est, cuius ego non sum dignus, ut solvam eius corrigiam calceamenti”. | Voici le témoignage de Jean, lorsque les Juifs envoyèrent de Jérusalem des sacrificateurs et des Lévites, pour lui demander : “Toi, qui es-tu ?” Il déclara, et ne le nia point, il déclara qu'il n'était pas le Christ. Et ils lui demandèrent : “Quoi donc ? es-tu Elie ?” Et il dit : “Je ne le suis point.” “Es-tu le prophète ?” Et il répondit : “Non.” Ils lui dirent alors : “Qui es-tu ? afin que nous donnions une réponse à ceux qui nous ont envoyés. Que dis-tu de toi-même ?” “Moi, dit-il, je suis la voix de celui qui crie dans le désert : "Aplanissez le chemin du Seigneur", comme a dit Esaïe, le prophète.” Ceux qui avaient été envoyés étaient des pharisiens. Ils lui firent encore cette question : “Pourquoi donc baptises-tu, si tu n'es pas le Christ, ni Elie, ni le prophète ?” Jean leur répondit : “Moi, je baptise d'eau, mais au milieu de vous il y a quelqu'un que vous ne connaissez pas, qui vient après moi ; je ne suis pas digne de délier la courroie de ses souliers.” |
Jean le Baptiste fait référence à Ésaïe le prophète. On trouve dans la Bible, Ésaïe,  40, 3 : Vox clamantis : “In deserto parate viam Domini, rectas facite in solitudine semitas Dei nostri” « Une voix s'écrie : Préparez au désert le chemin de l'Éternel. Aplanissez dans les lieux arides une route pour notre Dieu. »
Retour à la liste des locutions latines.